# Dracophyllum paludosum
Dracophyllum paludosum är en ljungväxtart som beskrevs av Leonard C. Cockayne.
Dracophyllum paludosum ingår i släktet Dracophyllum och familjen ljungväxter. Inga underarter finns listade i Catalogue of Life.